# Castell
Un castell (en catalán /kasˈteʎ/, traducido al castellano como castillo) es una torre humana de varios pisos de altura que se viene construyendo tradicionalmente en las fiestas de Cataluña y en algunas localidades de la Comunidad Valenciana. En estos festivales, varios equipos que construyen torres intentan construir y desmantelar la estructura de una torre.
Un casteller es una persona que forma parte de una colla castellera para organizar castells. El 16 de noviembre de 2010, els castells fueron declarados Patrimonio Cultural Inmaterial de la Humanidad por la Unesco.
En un castell interviene un numeroso grupo de hombres y mujeres de todas las edades y complexiones físicas que se entrenan durante todo el año para los concursos y actuaciones. Además, en la pinya de cada castell colaboran amigos, familiares, aficionados y espectadores espontáneos que se unen a la colla de castellers —que pasan así a participar activamente.

## Origen
El origen de los castells está en el antiguo «Baile de los Valencianos», uno de los que se realizaban en torno de las procesiones religiosas. Estos bailes finalizaban con una figura constituida por el levantamiento de una construcción humana, que con el tiempo fue alcanzando importancia, hasta independizarse del baile. En el siglo X según Morant ya se practica la moisiganga, baile también con construcciones humanas de las que es una reminiscencia la muixeranga, en la localidad valenciana de Algemesí, comarca de la Ribera Alta, un conjunto de danzas y torres humanas. En Cataluña, los catalanes obviaron los bailes y se centraron en hacer castells cada vez más altos y originales. En Valls, ciudad situada en el Campo de Tarragona, España, se celebran desde hace más de doscientos años (se encuentran referencias desde el siglo XVIII), y que después se fue extendiendo hacia el Panadés y, durante el siglo XX, por toda Cataluña y el Rosellón (en el sur de Francia), especialmente a partir de los años ochenta, lo que hace que esté estrechamente vinculado a las fiestas populares. En el siglo XVIII su popularidad se extendió hasta el sur de Cataluña, donde eran practicados en sus comarcas participando en las festividades de las ciudades.

### Inicios
El primer castell documentado, castell de sis sostres, acompanyat de la dolçaina («castell de seis pisos, acompañado de la dulzaina»), es del año 1770 en l'Arboç (se considera el primer "castell" por ser la primera torre humana en alcanzar los 6 pisos de altura). La primera documentación de este tipo de actividad se da en Valls en 1712, y en el año 1790 ya se usaba la palabra castell para diferenciarlo del Baile de Valencianos. El 2 de febrero de 1801, durante las Fiestas Decenales de la Virgen de la Candela de Valls, se realizaron en esta ciudad las primeras torres, pero no está suficientemente documentado qué colla (grupo), de las dos de la ciudad lo llevó a término. Hay referencias orales del año 1805 y referencias escritas de 1815 de la existencia de la Colla dels Pagesos y la Colla dels Menestrals. Ambas colles fueron cambiando de nombre con el tiempo y actualmente se cree que la actual Colla Vella dels Xiquets de Valls es la sucesora de la de los Pagesos y la Colla Jove dels Xiquets de Valls la de los Menestrals. La primera, que se autoatribuye estar documentada desde el año 1801, se erigió como la tradicional, mientras que la segunda, fundada en el año 1812 por Josep Batet Llobera, era de tendencia liberal. Por todo este valor histórico, y especialmente por el mantenimiento de este arte a través de los siglos, la población de Valls está considerada el Bressol dels castells (Cuna de los Castells).

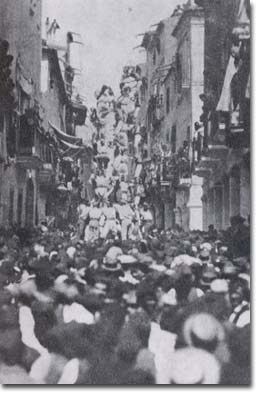
Castell en los años 1860.

Históricamente la actividad castellera ha sufrido altos y bajos destacados (se puede decir que cíclicos), estrechamente ligados a períodos de crisis o bonanza económica, social o bélica. Por ejemplo, en la Guerra de la Independencia Española (1808-1814) y la Primera Guerra Carlista (1833-1840), fue sacudida fuertemente la actividad castellera. En un periodo de más tranquilidad (1819) se alzó el primer castillo de ocho. En 1827 hubo una actuación castellera en Tarragona en honor del rey Fernando VII, que se hallaba de visita en la ciudad.
Ambas colles no actuaban sólo en Valls sino que solían desplazarse a comarcas vecinas contratadas para actuar en fiestas mayores u otras celebraciones. Los jefes de colla administraban el dinero recibido y normalmente disponían de la ayuda de la población local a la hora de realizar las construcciones humanas. Esta colaboración hizo que posteriormente apareciesen dos colles más en Tarragona: la Colla dels Pagesos y la Colla dels Pescadors, ambas con un buen número de castellers de Valls. En Villafranca del Panadés, a pesar de que no se formó una colla hasta algunos años después, la gran afición y admiración hizo que durante años la ciudad invitara a las colles de Valls hasta tres veces al año para actuar en sus fiestas más señaladas. Posteriormente se formaron colles propias con los nombres del Roser y de la Muixerra; la gran rivalidad entre ambas, llegaría a puntos extremos que provocaron que las autoridades de Villafranca prohibiesen la actividad castellera durante algunos años.

### Primera época (1851-1889)
Poco a poco la rivalidad entre las colles de Valls hizo que sus construcciones fueran cada vez de mayor dificultad, así en 1835 ya se habían conseguido los primeros 3 de 8 y el pilar de siete. En 1845 se intentó el primer 3 de 9 amb folre a pesar de que no se «cargó» hasta un año más tarde.
La primera época de oro de los castells comenzó en 1851 cuando durante las Fiestas de Santa Tecla de Tarragona se «descargó» por primera vez el 3 de 9 amb folre. En 1853 el periodista Joan Mañé i Flaquer publicó en el Diario de Barcelona una crónica sobre la actuación castellera durante las fiestas de Torredembarra con el nombre de «Fiesta Popular». En este artículo describe que se hicieron castells de la magnitud del 3 de 9 amb folre, 4 de 9 amb folre, torre de vuit amb folre, 5 de 8, 3 de 8 aixecat per sota e incluso el pilar de set amb folre caminat. En estos primeros años hay otras referencias no muy claras que pueden inducir a pensar que se realizó el pilar de set net, la torre de vuit aixecada per sota y el 3 de 9 net; cuando se dice net se quiere decir sin folre, pero son datos que no se han podido contrastar y realmente muy poco fiables.
Otro texto escrito por el doctor Ballester, anuncia que el 19 de agosto de 1858 una de las colles de Valls hizo el pilar de vuit amb folre i manilles (pilar de ocho con folre y manilles) en Vallmoll y cinco días más tarde la otra colla de la ciudad lo consiguió emular en Alió. En 1873 se hubiese podido conseguir en Tarragona el 4 de 9 amb folre i l'agulla. Durante este tiempo Villafranca, Tarragona y Valls junto con poblaciones cercanas formaron un triángulo donde se realizaban el mayor número de actuaciones y las de mayor nivel, y esta es la razón por la que este territorio es conocido como la «zona tradicional de los castells», en contraposición a otras zonas donde, en los últimos años y a cargo de otras colles más modernas, se han conseguido actuaciones destacables y realmente históricas (Tarrasa, Barcelona, Gerona, etc.).

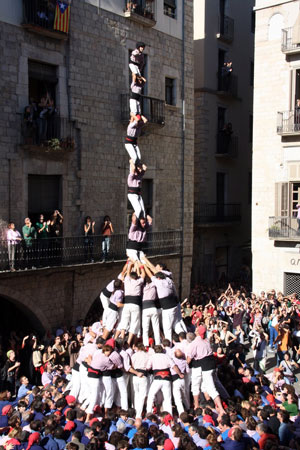
Primer pilar de 8 amb folre i manilles descargado por los Minyons de Terrassa en Gerona.

Volviendo al siglo XIX, la épica castellera siguió en aumento durante más de diez años a un ritmo imparable. En los años 1877 y 1878 en Altafulla las dos colles de Valls hicieron el pilar de 8 amb folre i manilles. Un año más tarde en 1879, en Torredembarra la Colla Vella levantó el 3 de 9 amb folre, 4 de 9 amb folre, 5 de 8, pilar de 7 amb folre y el 3 de 8. En el mismo año por la fiesta mayor de Valls, consiguieron el 3 de 9 amb folre, 4 de 9 amb folre, 5 de 8, pilar de 7 amb folre, 2 de 8 amb folre, 9 de 7 y 3 de 8 aixecat per sota. Del año 1881 hay escritos de la que podría ser la mejor actuación de todos los tiempos: las dos colles de Valls descargaron en Tarragona la torre de vuit neta, la Nova hizo el 3 de 9 neto y la Vella el 4 de 9 neto. Este castell también habría estado cargado por la otra colla de Valls el 29 de agosto de 1881 en Catllar. Estos impresionantes datos, son poco creíbles, excepto los que hacen referencia al 4 de 9 net, ya que es el único de estos castells del que se ha generado una auténtica leyenda viva por la tradición oral hasta nuestros días. Es un hecho histórico que no se pone en duda y del que se puede encontrar muchas referencias y que no se volvió a repetir has 117 años después, el 25 de octubre de 1998, cuando los Minyons de Terrassa descargaron el 4 de 9 net en el marco de las ferias de Sant Narcís en Gerona.
El 30 de agosto, por San Félix, las colles levantan los castells 3 y 4 amb folre, 2 de 8 amb folre, 3 de 8 per sota, 5 de 8 y pilar de set amb folre. Y por la fiesta del Roser, la Colla Vella consigue el 4 de 8 amb agulla y el pilar de vuit amb folre i manilles.
Esta época esplendorosa de los castells finalizó por las fiestas de Santa Tecla del año 1889, con un gran número de castells de máxima dificultad de ocho y nueve pisos. Hay que decir que en aquellos tiempos solo se contaban como válidos los castells descargados, los cargados muchas veces eran como anécdotas que no se recogía en las noticias, que ya de por sí solían hacerse sin imágenes.

### Decadencia (1889-1926)
El año 1889 la actividad castellera inició una progresiva decadencia, que no se pararía hasta el 1926, coincidiendo con la aparición de dos nuevas colles en Tarragona: Xiquets de Tarragona y Nens del Vendrell.
Durante todos estos años la práctica de los castells se había ido reduciendo y el nivel de las construcciones bajó hasta los niveles más bajos de su historia. El último 4 de 8 documentado es el del año 1908 y en los años veinte los castells de máxima dificultad fueron el 4 y 3 de 7.
Diversos estudiosos apuntan motivos como la plaga de la filoxera y la apertura del ferrocarril entre Valls y Barcelona, como una de las causas de esa reducción y por la emigración hacia las grandes ciudades. Sin embargo, hubo sitios como Villafranca que aguantaron y no dejaron de contratar a las colles de Valls, una actitud fundamental para la conservación de la tradición. Esta perseverancia de Villafranca le ha otorgado el nombre de la plaça més castellera (la plaza más castellera). También hubo otros aspectos que aportaron una pequeña mejora en esta crisis, la instauración de la Mancomunidad de Cataluña (1917) y la celebración de las Fiestas Decenales de la Virgen de la Candela de Valls (1921).
En Tarragona no hubo ninguna actuación castellera entre los años 1913 y 1921, a excepción de una actuación en 1918 realizada por un grupo de castellers espontáneos. En el bienio de 1923-1924 volvieron a actuar los Xiquets de Valls y con motivo de esto se iniciaron las conversaciones para crear una nueva colla en Tarragona. Un año más tarde la nueva colla realizó sus primero ensayos. Hay estudiosos que afirman que el estreno oficial fue en el año 1925 y otro dices que por las fiestas de Santa Tecla del 1926.

### Renacimiento (1926-1981)

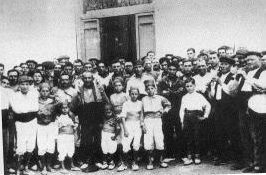
Primera foto dels Nens del Vendrell, 15 de octubre de 1926.

Con la aparición de las dos nuevas colles, y especialmente por la de Vendrell, se reanima la rivalidad, lo que propicia un aumento de la competitividad que repercutirá en la calidad de los castells. En octubre de 1927 los Nens del Vendrell se dividen en dos colles, los Caneles y los Mirons, y en 1930 la colla de Tarragona también se parte en la Nova y la Vella. En la Fiesta Mayor de Vendrell de 1932 actuaron tres colles locales: Nens, Caneles y Mirons.
En 1929, tanto las colles de Vendrell como las de Tarragona habían igualado el nivel de castells de las colles de Valls. Al año siguiente el tres i el quatre de set ya formaban parte del repertorio habitual de los grupos de Valls y hasta el 4 de 7 amb l'agulla se realizó en un par de ocasiones ese mismo año. En 1931, por las Decenales de la Candela, se volvía a respirar un gran ambiente casteller en todo Valls con unas fuertes ganas de autosuperación y, sobre todo, de superar las otras colles. Todo ello hizo aparecer rumores de que la Colla Vella intentaría el quatre de vuit que no se hacía desde 1908, pero finalmente no se probó por problemas con los niños. Por su parte la Colla Nova intentó el cinc de set a l'antiga. (Con un solo levantador y un solo enxaneta. Cuando coronan la estructura del terços, el enxaneta pasa a colocarse a de acotxador de la torre y quien había hecho de acotxador al terç hace de enxaneta en la cima de la torre.)
Ya en 1932 en Arbós, se vivió una actuación histórica por parte de las dos colles de Valls. La Nova intentó el pilar de 5 aixecat per sota y descargó el 2 de 6 y el 3 de 7 aixecat per sota, mientras que la Colla Vella cargó el quatre de vuit y descargó también el 3 de 7 per sota y el 2 de 7. La anterior torre de siete era de inicios de siglo, un castell que se perdió antes que el 4 de 8. Se puede destacar que por estas fechas las colles empezaron a actuar una después de la otra y no al mismo tiempo como habían hecho hasta entonces. Ese mismo año la Colla Vella intentó el pilar de sis y dos veces más el 4 de 8, pero sin lograr cargarlo. Este castell no se descargaría hasta la Fiesta de San Félix de 1933, cuando la Colla Nova lo consiguió después de haberlo intentado una docena de veces el año anterior. Un año más tarde, en 1934 en Torredembarra, la misma Colla Nova cargó el primer 3 de 8 del siglo y realizó la que sería su mejor actuación hasta 1969: 4 de 8, 3 de 8 cargado, 2 de 7, 3 de 7 aixecat per sota y 5 de 7. Unos días antes la colla había realizado el pilar de seis por las fiestas de San Félix, pero no se sabe con certeza si se cargó o quedó en el intento. Con esta clara tendencia al alza del castells, la Guerra civil española (1936-1939) troncó este primer indicio de recuperación al desintegrarse temporalmente todas las colles existentes.
Años más tarde, ya en la postguerra, se vuelven a formar las colles en Valls, Tarragona y Vendrell, esta vez reagrupadas, un hecho sin precedentes en Valls y realizado por voluntad expresa de las autoridades franquistas. La fusión dio paso a la llamada Colla dels Xiquets de Valls popularmente conocida como La Barreja (La mezcla). Aquel mismo año y nuevamente en Torredembarra, se vio el primer 4 de 8 cargado de la postguerra, que consiguió la colla reunificada de los Xiquets de Valls.
La Colla dels Xiquets de Valls lideró los años siguientes el panorama casteller, seguidos de cerca por los Nens del Vendrell, que el año 1946 descargaron su primer 4 de 8, castell que ya havian cargado el año anterior. La creación de una nueva colla en Valls ese mismo año, que acabaría conociéndose como Colla Vella, produce el cisma de los Xiquets de Valls, que vuelven a su dualidad, pasando la colla unificada a llamarse La Muixerra a partir del 19 de marzo de 1947.
La Muixerra descargó el 4 de 8 y el 2 de 7 en su primera actuación y rivalizó aquellos primeros años con los Nens del Vendrell por el liderazgo casteller. El 1951 los vendrellenses hicieron un paso adelante descargando el primer 3 de 8 del siglo en la diada de Santa Teresa, castillo que La Muixerra cargaría en Valls ocho días más tarde en la diada de Santa Úrsula. El año 1952 la Colla Vella se consolida cargando este mismo castillo y se suma al grupo de colles líderes juntamente con sus rivales vallenses i vendrellenses.
Después de unos años sin muchas novedades destacadas, la realización de los concursos de Jorba Preciados en Barcelona los años 1964, 1965 y 1966, unieron el interés popular por la actuación-concurso en un momento de máxima rivalidad entre los Nens y la Vella. Aunque en las tres ediciones ganó la Colla Vella de Valls, en la última edición saltaron chispas a causa de un 3 de 7 aixecat per sota  en tercera ronda por la Colla Vella. Los Nens protestaron airadamente y finalmente la Vella decidió intentar el 3 de 8, un castell que hacía nueve años que no intentaba y que finalmente consiguieron cargar. Después de esto los Nens cargaron un año más tarde un pilar de sis que levantó mucha polémica pero que volverían a conseguir un año después. Las últimas actuaciones de 1969 aportaron actuaciones gloriosas, poco imaginables años antes. Fruto del tira y afloja, los Nens descargaron el primer pilar de sis del siglo XX. Pocas semanas después, el 12 de octubre, la Vella cargó el primer 5 de 8 del siglo y tres días más tarde los Nens descargaban el 4 de 8, 3 de 8 y pilar de sis, actuación que no se volvería a repetir en 27 años. El 26 de octubre, la Vella volvió a cargar el 5 de 8, descargó su primer 3 de 8 e intentó la primera torre de vuit con folre del siglo. Finalmente el 23 de noviembre de 1969 se alcanza otro hito histórico cuando los Nens descargaron en propia plaza el pilar de set amb folre, la primera construcción con folre de la centuria.

### Castells entre 1981 y 1993

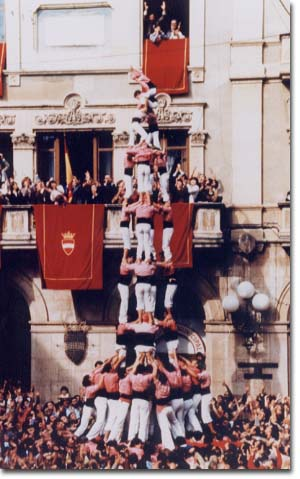
Primer 4 de 9 amb folre del, descargado por la Colla Vella dels Xiquets de Valls (Santa Úrsula de 1981).

Aunque puntualmente las mujeres habían participado en las construcciones de castells, es en los años 1980 cuando se incorporaron de forma habitual en las colles castelleres, siendo los Minyons de Terrassa, fundados en 1979, la primera colla donde participaron plenamente. Desde ese momento se ha vivido como un proceso natural, ya que para levantar castells la fuerza no es la principal habilidad requerida, pues la técnica tiene el papel fundamental y los castellers trabajan juntos en función de la altura y el peso. La introducción de la mujer en los castells es pues la clave, para muchos castellers, que propició el gran desarrollo técnico de este gran periodo. La fecha de inicio de esta época coincide con el primer castell de nueve del siglo XX, el 4 de 9 amb folre descargado por la Colla Vella dels Xiquets de Valls en la plaza del Trigo de Valls, en la Diada de Santa Úrsula de 1981. En esa misma jornada la Colla Joves dels Xiquets de Valls descargó el primer 5 de 8 del siglo.
En los siguientes años la Colla ) también alcanzaron castells de nueve pisos, mejorando los registros año tras año hasta llegar a la fecha histórica del 21 de noviembre de 1993, cuando los Minyons de Terrassa cargaron en el Raval de Montserrat de su ciudad, y en el marco de la Diada dels Minyons de Terrassa, el primer  2 de 9 amb folre i manilles de la historia, dando inicio a lo que se conocerá como Época de Platino.

### Época de platino (1993-actualidad)
En esta época la tradición de los castells se caracteriza por la expansión territorial, el incremento de la popularidad y el eco de los medios de comunicación, junto con el logro de nuevas construcciones de gamma extra. En cuanto a la expansión territorial, durante la década de 1990 surgen muchas colles castelleres en poblaciones lejanas del ámbito tradicional, como en Lérida, Manresa, Salt, además de llegar al Rosellón y a Mallorca. Tras el crecimiento de los años noventa, en los primeros años del siglo XXI la formación de nuevas colles es menor y desaparecen algunas, manteniéndose el número de colles castelleres entre 50-60. A partir de 2006, también se produce una cierta exportación de los castells, y en Chile, y posteriormente en Brasil se forman colles con la intención de formar la juventud de barrios marginales a trabajar en equipo.
Respecto a la consecución de nuevas estructuras, en esta época de platino se alcanzan muchas de las estructuras que se consiguieron en la primera época de oro y también se crean nuevos castillos de máxima dificultad. El 2 de 9 amb folre i manilles, después de haberlo cargado los Minyons de Terrassa y de cargarlo también la Colla Joves dels Xiquets de Valls, se descarga por primera vez en la Diada de Santa Úrsula del 23 de octubre de 1994 por parte de la Colla Vella. Además de este 2 de 9, la Colla Jove también lo carga y los dos grupos descargaron el 3 y el 4 de 9 amb folre. Después de este castell, el siguiente castell de gama extra en alcanzarse fue el pilar de 8 amb folre i manilles, cargado por primera vez en el siglo XX por los Castellers de Vilafranca en la fiesta de San Ramón de 1995 (31 de agosto) en Villafranca.
En 1998 se consiguió la realización de dos castells míticos más: el 4 de 9 sense folre y el 3 de 10 amb folre i manilles. El primero lo descargaron los Minyons de Terrassa durante las Fiestas de Sant Narcís (25 de octubre) en Gerona, en una actuación donde también descargaron el 5 de 9 amb folre, el 3 de 9 amb folre y el pilar de 7 amb folre. Durante ese año también se vivió una carrera para lograr el primer castells de diez pisos de la historia. Después de que los Castellers de Vilafranca se plantearan sin éxito el 4 de 10 amb folre i manilles, los Minyons de Terrassa y los Castellers de Vilafranca empezaron a ensayar el 3 de 10 amb folre i manilles. Así, el primer intento de 3 de 10 lo realizaron los Minyons durante su fiesta mayor (5 de julio), aunque no se llegó a cargar. Después, por San Félix (30 de agosto) y Todos los Santos, los Castellers de Vilafranca realizaron sendos intentos de este castell, que finalmente consiguieron cargar el 15 de noviembre en Vilafranca. Una semana después, los Minyons descargarían este mismo castell en el transcurso de su fiesta después de un intento desmontado.
Aunque durante el siglo XX se conseguirían dos castells más de gama extra: el 2 de 8 sense folre, cargado por primera vez por los Castellers de Vilafranca por Todos los Santos de 1999 y el 3 de 8 levantado por debajo, descargado por la Colla Vella dels Xiquets de Valls en Vilarrodona el 7 de noviembre de 1999.
Durante los primeros años del siglo XXI se mantiene la dinámica alcanzada y los castells de nueve pisos y de gama extra se realizan de forma continuada año tras año. También se alcanzaron nuevos hitos durante este período. La Colla Vella dels Xiquets de Valls estrenó el 9 de 8, castell que descargaron por primera vez el 7 de octubre de 2001 en la fiesta del Mercadal de Reus. Este castell lo volvieron a alcanzar dos años después en la misma fiesta, y en ambos casos se realizó con 3 enxanetes. En el 2005 se consiguió cargar por primera vez el 2 de 9 amb folre, este castell, resultado de sacar las manilles al 2 de 9 amb folre i manilles, es considerado de dificultad extrema y lo cargaron los Castellers de Vilafranca durante el día de San Félix. También cabe destacar la consecución del 3 de 9 amb folre i l'agulla, castell cargado por primera vez en el 2008 por los Minyons de Terrassa durante su fiesta (16 de noviembre) y descargado al año siguiente por los Castellers de Vilafranca en la Diada de Sant Ramon. Este castell se puede decir que es de creación moderna, ya que, aunque el 3 de 7 amb l'agulla  se veía de vez en cuando a las plazas, el 3 de 8 amb l'agulla no se hizo hasta el año 2006. En la fiesta de Todos los Santos del 2010 los Castellers de Vilafranca descargaron el primer 2 de 8 sense folre, once años después de haber sido los primeros en cargar esta torre.
El 22 de noviembre de 2015 la colla Minyons de Terrassa,  en el marco de la celebración de su Diada, consigue hacer historia cargando y descargando un 4 de 10 con folre i manilles. Algo nunca conseguido.

## Lema casteller

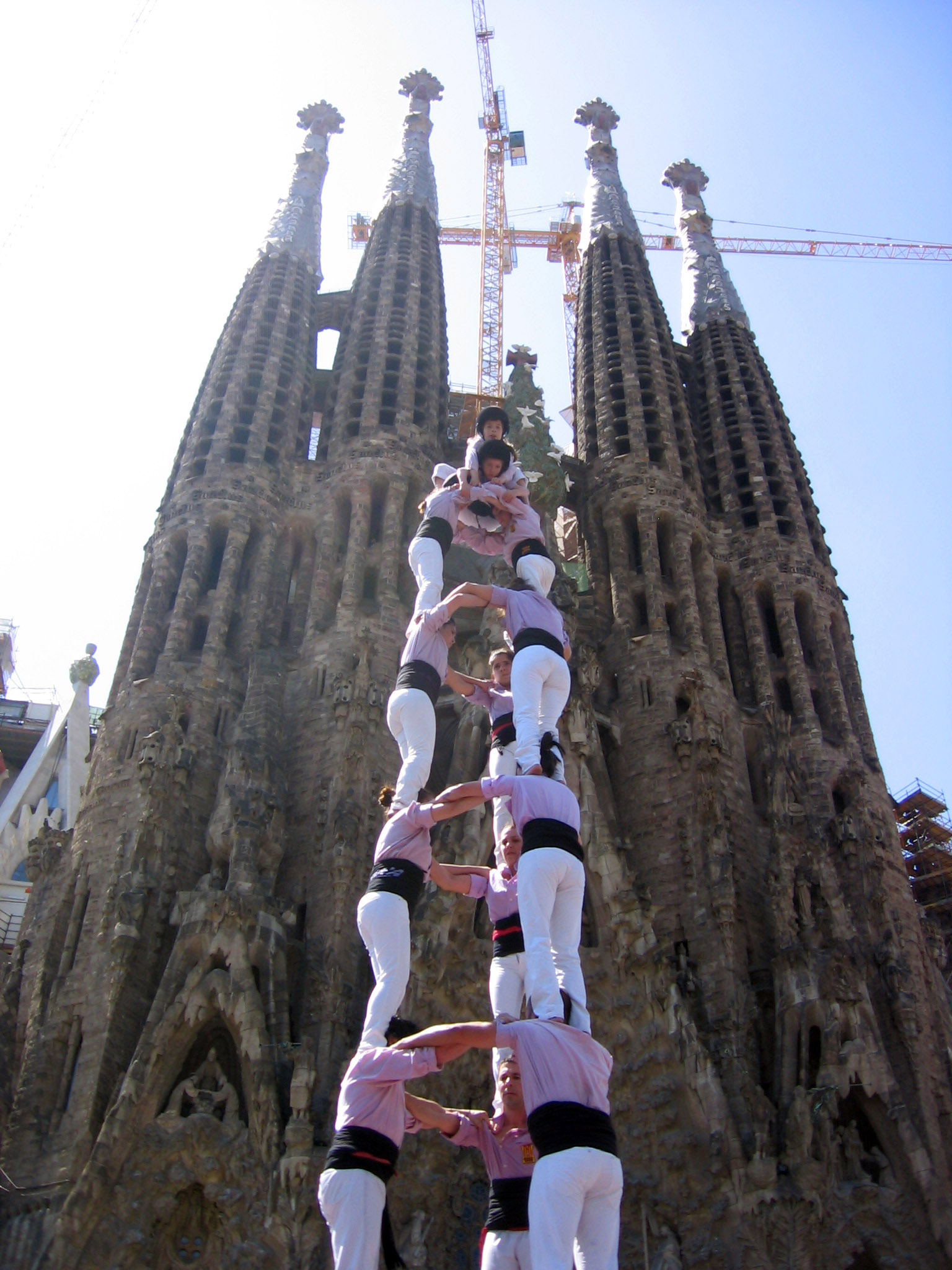
Castell frente a la Fachada del Nacimiento del Templo Expiatorio de la Sagrada Familia.

Los castellers tienen un lema, surgido de un verso de la obra Los Xiquets de Valls de José Anselmo Clavé:
- Fuerza: Son personas que antiguamente solían ser corpulentas. El origen de los castells se encuentra en una época en que el pueblo estaba acostumbrado a trabajos muy duros. En aquellos tiempos los castellers eran personas que realizaban grandes esfuerzos en su vida diaria. Aunque siempre es aconsejable un buen estado físico, actualmente se valora mucho más la técnica que la fuerza.
- Equilibrio: El hecho de estar una persona sobre la otra y, en la mayoría de los castells, además con otras personas en el mismo piso, implica un sentido del equilibrio y la confianza en los demás muy fuerte. De todos modos lo más importante es tratar de ser equilibrados en todos los sentidos.
- Valor: Es una característica de todos los castellers, especialmente de los que suben al castell, sobre todo los niños, pero también de los que aguantan la construcción desde su pie.
- Seny (Cordura): Tanto a la hora de planificar un castell, como a la hora de ensayarlo y mostrarlo en la plaza, se necesita que todos tengan cordura ya que del esfuerzo y concentración de todos depende el éxito del castell.

Aunque el lema casteller se fundamenta tradicionalmente en estas cuatro virtudes, hay muchas otras, igual o más importantes, necesarias para la buena ejecución de la práctica castellera: constancia, trabajo, esfuerzo, regularidad, confianza, compenetración, hermandad, suerte, etc.

## Preparación y accidentes

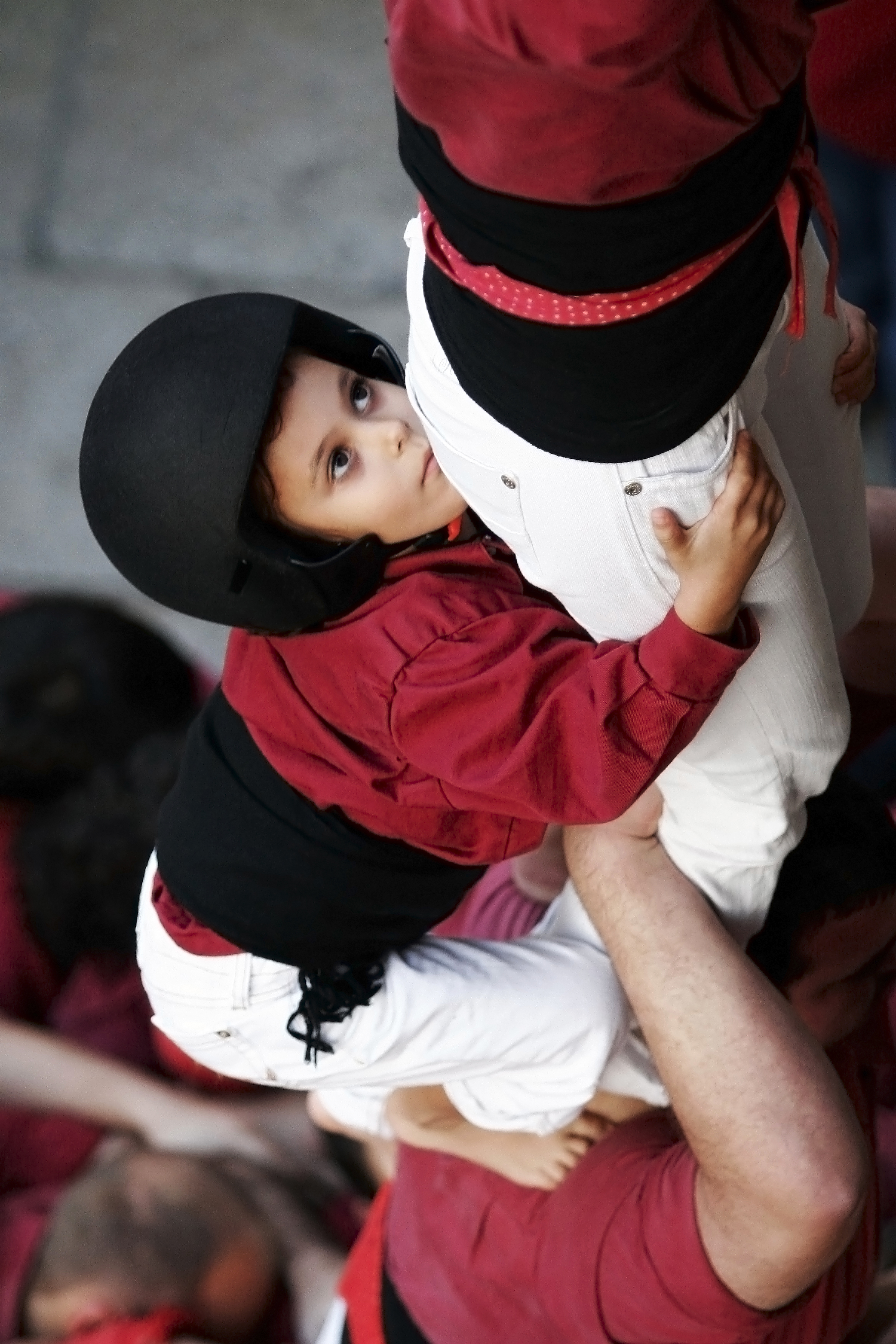
Enxaneta subiendo por el castell con casco de protección.

Los castellers ensayan para poder realizar las mejores construcciones. Habitualmente los castells se ensayan por tramos, montaje de pinya, tronc, pom de dalt, canalla o combinaciones parciales de tramos para ir tomando práctica y confianza y para probar los lugares para las personas que en cada actuación puedan asistir, en los ensayos no toda la colla se puede reunir.
Los ensayos se realizan habitualmente a cubierto y las colles disponen de medios que permiten practicar con un riesgo reducido de tener accidente, sin que haga falta la presencia de toda la estructura del castell para practicar, por tanto se reduce el riesgo de lesiones en la plaza. Los medios habituales consisten en ensayos con una barra y espaldares, por tener elementos de soporte adicional y redes con agujeros en los que caben los castellers.
Antes y después de cada ensayo, se realiza una sesión de calentamiento y estiramientos para preparar los músculos y evitar lesiones por el esfuerzo.
Sólo se conocen tres accidentes mortales: el primero en La Masó en el siglo XIX, el segundo en Torredembarra en 1983 y el último en Mataró en el 2006, hecho que impulsó el uso del casco entre la canalla (chiquillos).
Otros datos:
- El año 1996, el porcentaje de castells que no cayeron fue del 92,81%.
- El año 2005, el porcentaje de castells que no cayeron fue del 96,30%.
- Según un estudio del Centro de Alto Rendimiento (España) en San Cugat del Vallés, realizado en el año 2005, la capacidad de absorción de la energía producida por una caída es absorbida por la pinya entre un 40 y un 60%.

## Partes del castillo

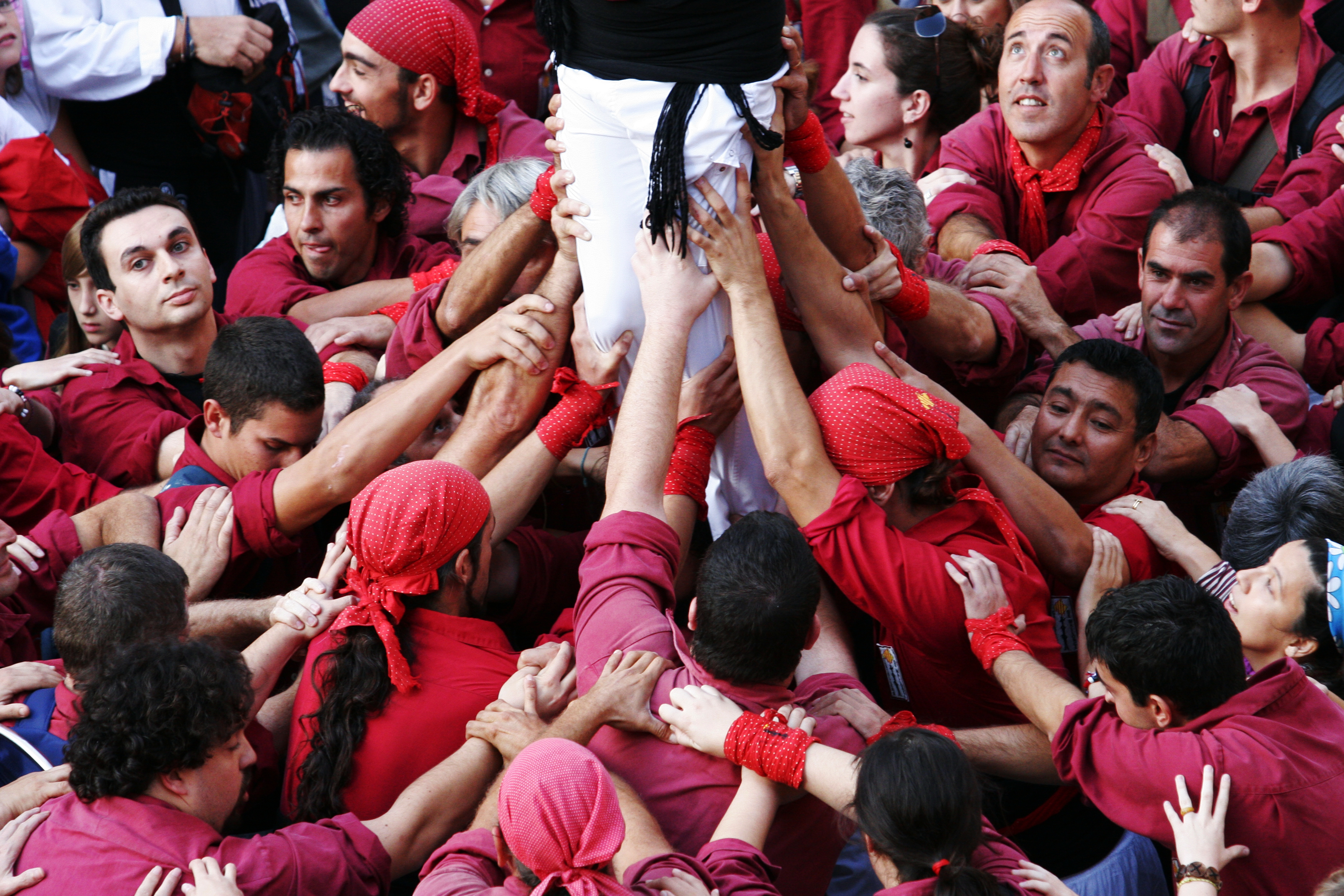
Pinya de castell.

Los castillos se dividen en las siguientes partes:
- La pinya es la base del castell y es donde se encuentra el grosor de la gente para dar soporte al castell. Los castellers que forman la pinya (piña) lo pueden hacer de: baix (bajo), contrafort (contrafuerte), primera mà (primera mano), segona mà (segunda mano) (y sucesivas), lateral, vent (viento), agulla (aguja), crossa (muleta), o formar parte de los diferentes cordones concéntricos de refuerzo y protección, que tienen la doble función de apuntalar el tronc y de hacer de cojín humano para amortiguar los impactos en caso de caída. El último cordón de la pinya hace presión con los brazos estirados y vigila el desarrollo del castell.
- El tronc del castell es la parte visible (más la estructura central oculta que la soporta) y según su estructura y altura determina la dificultad del mismo. Está formado por los baixos (bajos), los segons (segundos), los terços (tercios), los quarts (cuartos), etc. (según altura del castell). Determina el grado de dificultad del castell, por el número de personas implicadas, según la cantidad y la altura de las filas (cada una de las columnas del castell)[25]
- El Pom de dalt es la parte superior de un castell, que completa el tronc y tiene siempre la misma composición independientemente del castell que se esté realizando, está formada por un piso de dos castellers llamados «dosos» más el «acotxador», que suele ser el más pequeño del castell y por último la enxaneta. Cuando la enxaneta coloca los dos pies en la cima y levanta el brazo haciendo la aleta, se considera que el castell se ha cargado.
- El folre se sitúa sobre la pinya para reforzar el tronc y levantarlo un piso más; casi tiene la misma estructura que la pinya de un castell sin folre. Su misión es sujetar los terços (tercios) y ayudar a los segons (segundos) en castells de más dificultad.
- Las manilles son los castellers situados sobre el folre, a nivel de los terços  y que ayuden a sujetar a los quarts (cuartos), para reforzar el tronc. Se suelen situar en los castells de más altura.

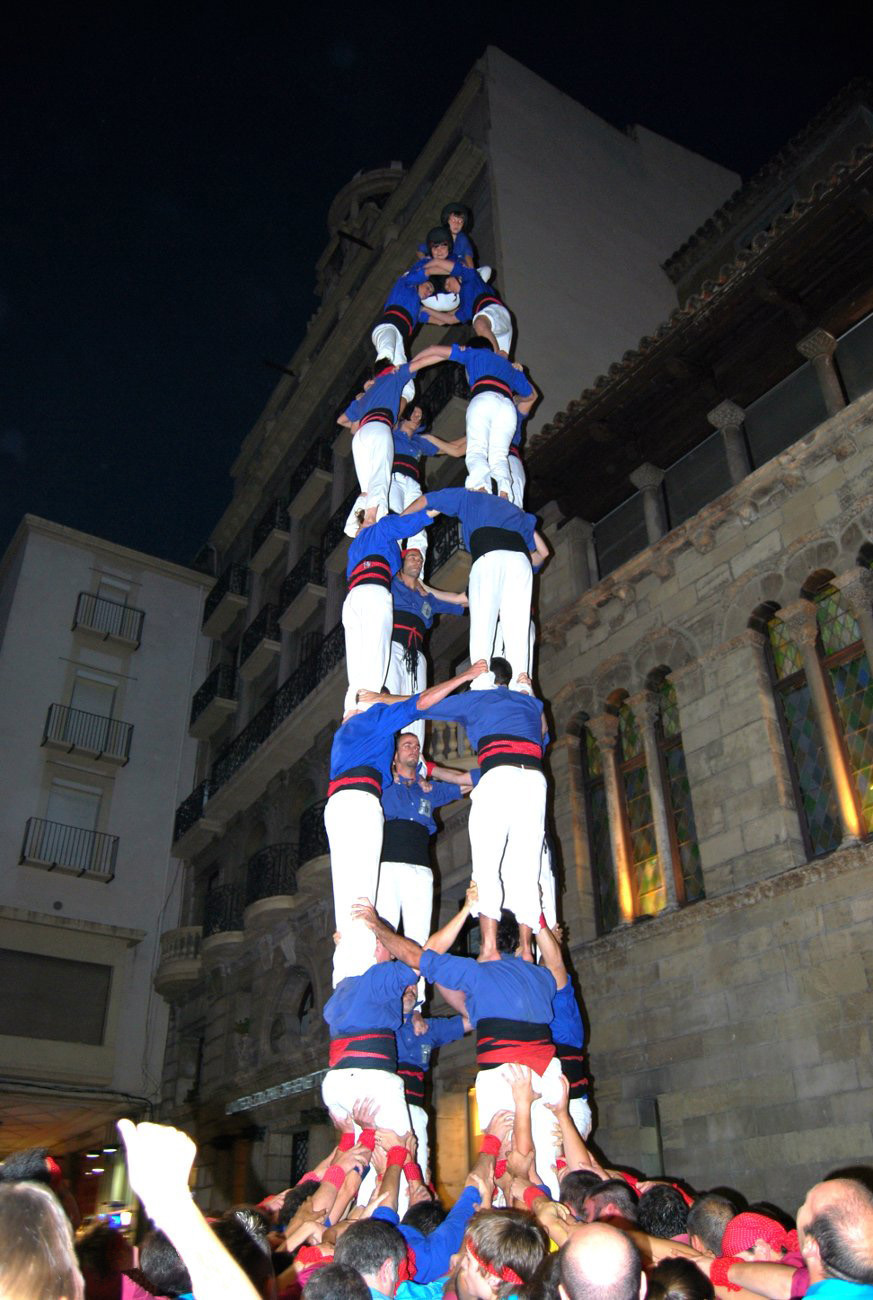
Tronc de castell.
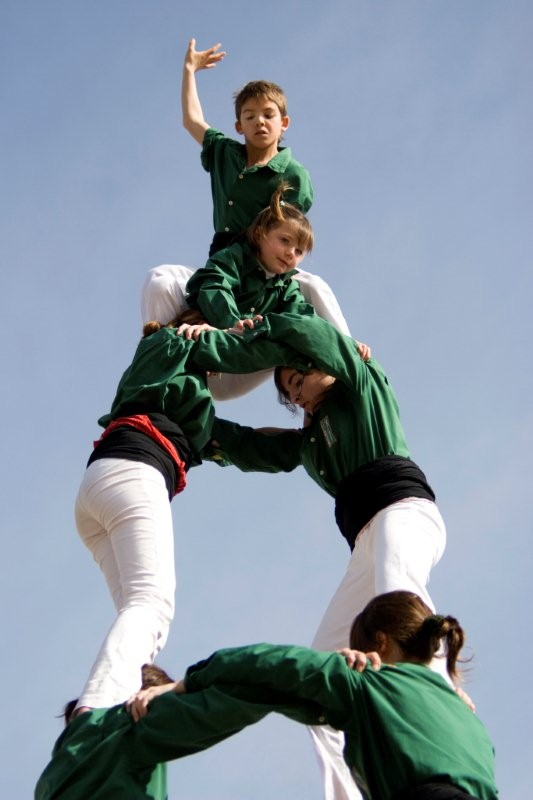
Enxaneta del pom de dalt de un castell.
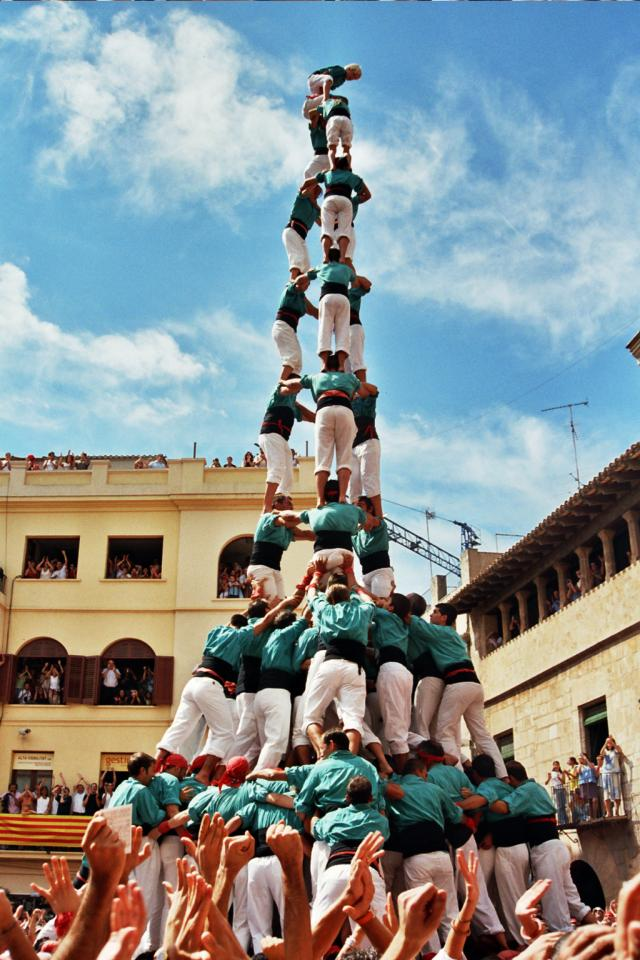
Castell con folre y manilles dels Castellers de Vilafranca.

- Los puntals son los castellers situados sobre las manilles, al nivel de los quarts.

Para construir un castell, los baixos (uno por cada línea del castell) se han de agarrar por los brazos y se ha de comprobar que el castell esté bien cuadrado, entonces los contraforts, para evitar la deformación de la estructura, se agarran detrás y los agulles entran en el interior del círculo que están marcando los baixos con los brazos. A continuación los crosses se colocan como soportes en las axilas de cada baix, los primeres mans detrás del contrafort, las mans laterals a los lados de las primeras mans y finalmente los vents se colocan entre los laterales, para a continuación entrar los diferentes cordones de la pinya.
Cuando la pinya está montada, los segons se colocan sobre ellos, cada uno sobre su baix correspondiente y se agarran por los brazos, mientras que la pinya los aguanta fijando las nalgas y las piernas. Una vez comprobado que el castell sigue cuadrado y es estable, suben los terços, que se agarran y hacen la última comprobación de deformación. La presión de la pinya ha de ir aumentando gradualmente a medida que se carga peso en el tronc. Si el castell está bien se da la orden de subir a los quarts y empiezan a sonar las grallas.

## Nomenclatura

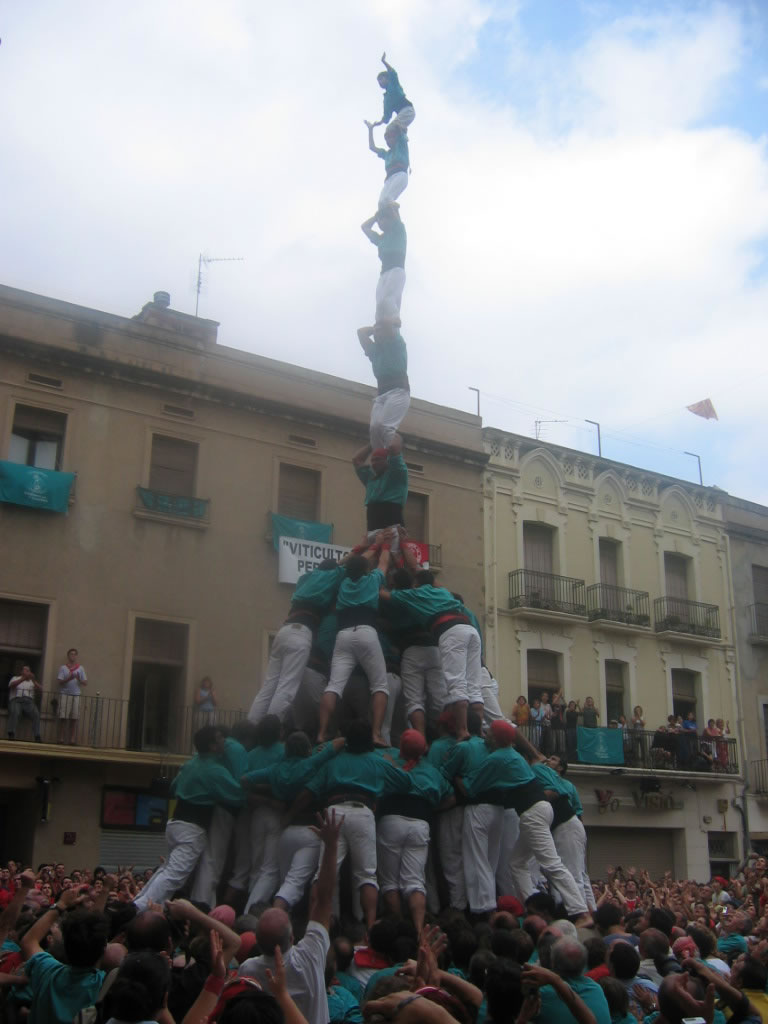
Pilar de 8 amb folre i manilles de los Castellers de Vilafranca.

La denominación de los castells se da por dos números y la palabra "de" en medio.  El primer número indica los pilares que componen cada nivel del tronc y el segundo número por el número total de pisos contando el pom de dalt. Por ejemplo un quatre de nou (‘cuatro de nueve’) está formado por 6 pisos, contando la base, y 4 personas por piso; más «el pom de dalt» que cuenta como tres.
Sin embargo existen nombres particulares para algunos castells como carro gros (4 de 8), catedral (5 de 8), supercatedral (5 de 9 amb folre), vano de pilars (un pilar de 6 o de 5 central con dos inferiores al lado) etc.
También hay determinadas combinaciones de castells que reciben un nombre particular:
- Tripleta mágica limpia: 3 de 9 sense folre, 4 de 9 amb folre, 5 de 8
- Tripleta mágica: 3 de 9 amb folre, 4 de 9 amb folre, 5 de 8
- Tripleta vilafranquina: 3 de 9 amb folre, 4 de 9 amb folre, 4 de 8 amb l'agulla
- Trileta o Tripleta lila: 2 de 8 amb folre, 4 de 8, 3 de 8
- Clàssica de 8: 3 de 8, 4 de 8, 2 de 7
- Clàssica de 7: 3 de 7, 4 de 7, 2 de 6

La dificultad de los castells viene determinada por la altura y número de columnas, y por el refuerzo que requieren. Así, un castell será más difícil cuanto más altura tiene, menos refuerzos (folres y manilles) se necesiten y menor cantidad de columnas los construyan.
A pesar de que los castells no se hacen en ninguna competición regular reglada en algunos medios existen clasificaciones anuales de las colles, en función de la puntuación que se otorga a cada castell y que viene determinada por su dificultad. Inicialmente había diversos tipos de puntuación pero finalmente en el año 2004 se creó la Tabla de Puntuación Castellera Desc.20, consensuada entre la organización del concurso de castells de Tarragona y los periodistas, de manera que todo el mundo casteller sigue una única clasificación por temporada. El año 2008 se incorporó el 3 de 8 amb l'agulla y actualmente se usa la Tabla de Puntuaciones Unificada 2010.

## Finalización del castell
Cuando empieza a erigirse, un castell puede terminar de cuatro maneras diferentes, de menor a mayor grado de perfección:
- Intento: si el castell cae antes de cargarse, se dice que ha sido un intento.
- Intento desmontado: si la enxaneta, o el castell, baja antes de cargar toda la torre, una vez que ya haya empezado a tocar la música de las gralles, y se puede deshacer ordenadamente, se dice que ha sido un intento desmontado.
- Cargado: si el castell, después de cargarse cae, se dice que ha sido cargado.
- Descargado: si la enxaneta baja una vez que ha llegado a la cima y también lo hacen el resto de castellers, el castell se llama descargado.

## Música castellera

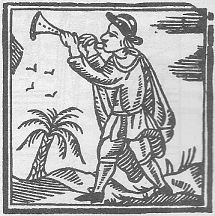
Grallaire.

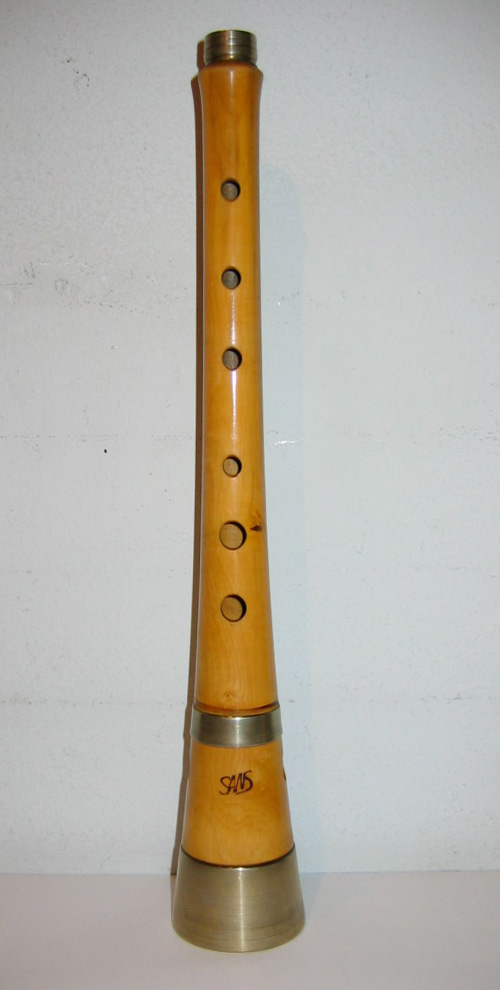
Gralla de boj, construida per Cesc Sans.

La música de las gralles indica la evolución del castell, en el momento de cargarlo como en el descargado. El grupo se compone de gralles y timbals. Así desde la pinya se puede saber las fase del castell.
La pieza que tocan durante la evolución del castell se llama Toc de Castells, y está compuesta por varias partes. Se empieza a tocar en función del castell que se está tratando de izar en la plaza. Si se trata de un castell de 7, se empezará tocando en la subida de los terços, si es de ocho a la subida de los quarts y así sucesivamente hasta que la enxaneta corona el castell. Acto seguido se empieza a tocar la bajada, hasta llegar a la salida, que indica que el castillo ha sido satisfactoriamente descargado.

## Collas castelleras
Los castellers se organizan en collas castelleras, entidades que actúan juntas en las diversas actuaciones castelleras que componen una temporada de castells. Según el castell de más altura conseguido se dice que una colla castellera es una colla de sis, set, vuit, nou o de deu, y a estos efectos los pilars (pilares) se consideran una construcción de dos pisos más (es decir, por ejemplo, un pilar de cinco tiene la dificultad de un castell de siete). La Coordinadora de Colles Castelleres de Catalunya agrupa unas sesenta colles.

## Vestuario

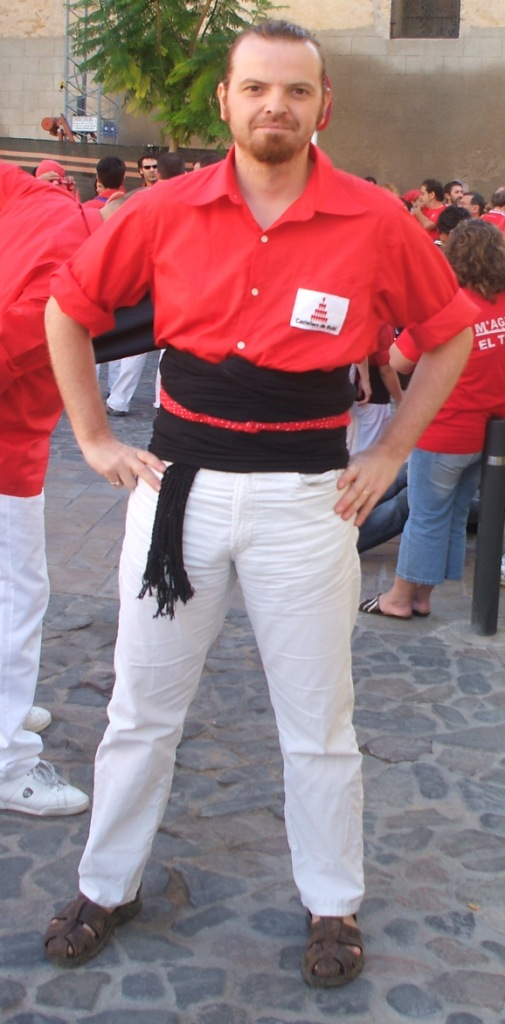
Casteller vestido con camisa del color de su colla castellera, pantalón blanco, faja (que suele ser negra) y pañuelo.

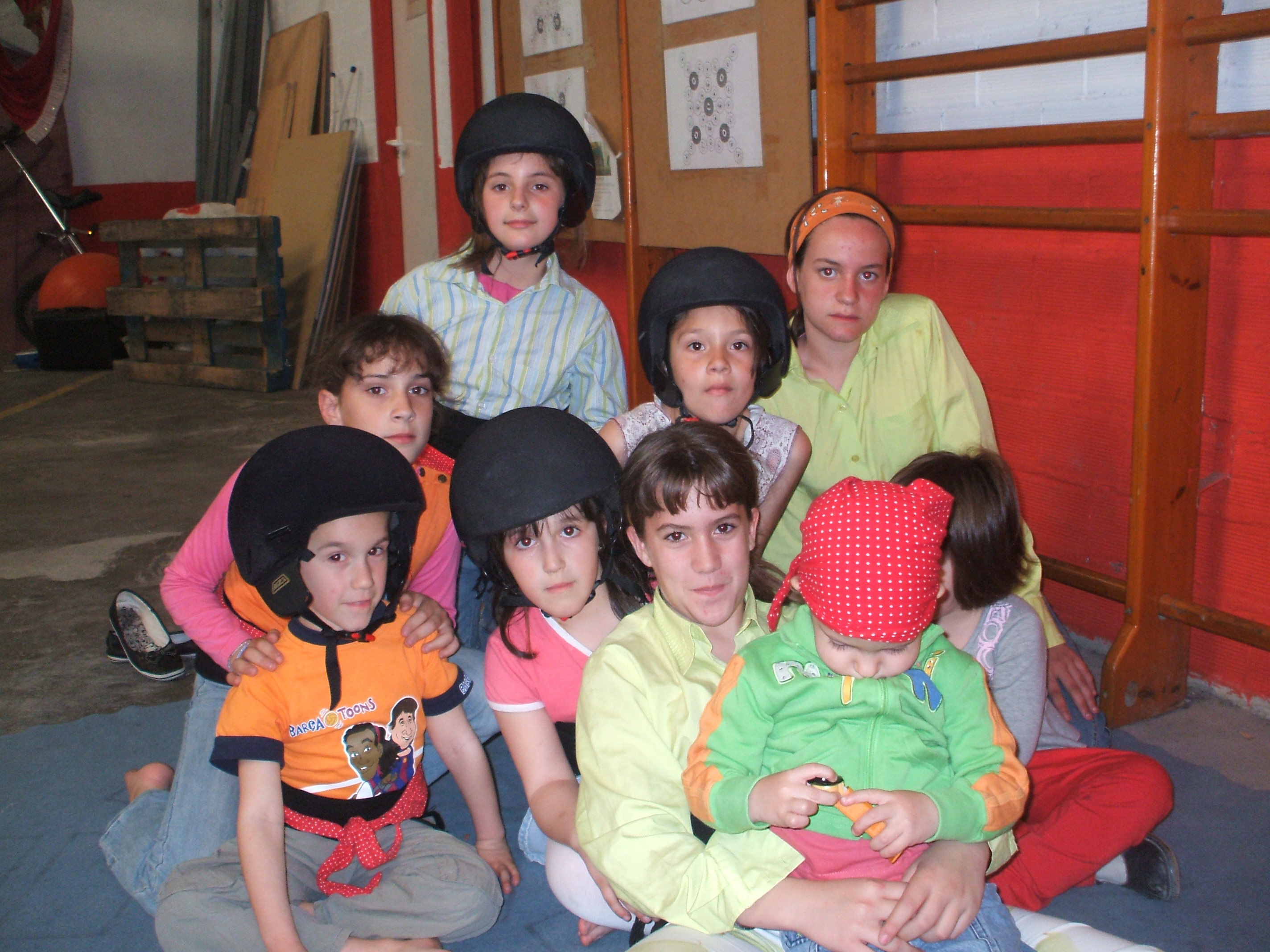
Ahora los niños castellers entrenan y suelen actuar con casco.

El vestuario actual del casteller es una indumentaria tradicional: camisa de color con escudo del grupo, pantalón blanco, faja y pañuelo. La primera vez que se hizo castells con un uniforme con camisas del mismo color y pantalones blancos fue en una actuación del grupo Colla Vella dels Xiquets de Valls en la Exposición Internacional de Barcelona de 1929, y la innovación se extendió rápidamente pero no sin polémica.
Según la imaginación y las posibilidades de cada grupo, la indumentaria de los castellers puede enriquecerse con complementos originales como sombreros de paja de los Castellers de Mallorca.
La canalla (chiquillos) (aixecador y enxaneta) llevan casco a la cabeza por seguridad. Se recomienda no llevar reloj, gafas, u otros accesorios que puedan ser peligrosos en el contacto con otros castellers.
- Camisa: De manga larga y del color característico que distingue cada colla castellera y el escudo de la formación cosido al pecho sobre el bolsillo. Hace algunas décadas, un grupo llevó el nombre de la colla o de la ciudad escrito en la espalda,[33] pero se ha abandonado esta costumbre. La camisa lleva cuello de camisa que los castellers de los pisos bajos del tronc suelen morder con el fin de no quedar arrugado bajo el pie del casteller del encima. En verano, es habitual ver las camisas arremangadas, y a principio y final de temporada, si la camisa no es suficiente para resguardar del frío, se usa camiseta debajo.
- Pantalón: El pantalón que visten los castellers es de color blanco, y de tejido bastante resistente para aguantar la entibación de una persona subiendo sin romperse, cada casteller se agarra del pantalón en uno de los movimientos de subida, es de cintura alta y estrecha o bien afirmada para evitar que se deslice durante el paso de los castellers y provocar caídas o dejar a la vista la ropa interior.
- Faja: Preferiblemente negra, y de longitud y anchura variables, se enrolla en torno al cuerpo a la altura de los riñones y tiene una doble función:[26] proteger la zona lumbar de los esfuerzos que recibe por las cargas y los movimientos de la estructura de la torre humana, y sirve como uno de los puntos de apoyo para que los castellers puedan hacer las maniobras de subida y bajada del castell.
- Calzado: Los castellers que están en el tronc, folre y manilles van descalzos, pero los miembros que componen la pinya naturalmente van calzados.
- Pañuelo: Muy largo, de forma triangular y de color rojo con puntos blancos para todas las colles. Originalmente servía para cubrirse la cabeza pero con el tiempo ha ido adoptando de otras funciones, además del original y la puramente ornamental. En la piña, se puede llevar atadura a la cabeza,[33] para proteger el pelo de los pisotones y entibaciones de los castellers que suben o para evitar que el pelo moleste en la cara a la persona que está detrás, o bien ligado a las muñecas sirve para dar un punto de apoyo a las manos que acompañan el apuntalamiento del tronc. En algunos grupos los castellers del tronc se lo atan a la pierna derecha, por encima de la rodilla para dar un punto de apoyo a la subida de los castellers de los pisos superiores y, en cualquier posición, ligado a la cintura asegura que la faja no se desenrolle. La variante más usual en la decoración del pañuelo es la de llevar bordado el escudo del grupo, pero también se ven pañuelos conmemorativos de festividades o actos señalados con diferentes mensajes estampados. Otra variante, actualmente caída en desuso, es la de llevar el pañuelo ribeteado con la senyera. No es normal ver pañuelos castellers que no sean rojos, por lo que destaca la excepción de los Castellers de Sant Feliu, que tienen como color de la colla un rosa intenso que no liga nada con el pañuelo rojo, por lo que han hecho otros de color negro con puntos blancos.
- Casco: La canalla (chiquillos) de los pisos superiores lleva casco por seguridad, tanto en los ensayos como en la plaza. El casco casteller se generalizó después de algunos años de desarrollo en que algunas colles habían empezado a adoptarlo. Durante la temporada 2006-07 ya demostró su efectividad a la hora de evitar posibles lesiones craneoencefálicas en las caídas,[34] por parte del acotxador y enxaneta, y queda pendiente el estudio para los dosos. El casco, de poliestireno expandido está diseñado y fabricado por la casa NZI, con un peso de 230 gramos y dimensiones de 24 cm x 21 cm x 18 cm y realizados en un material resistente pero deformable para evitar las lesiones en los niños así como en los castellers de la pinya.[35]

## El Museo Casteller de Cataluña
En la ciudad de Valls se está construyendo el Museo Casteller de Cataluña que recibirá el nombre de Món Casteller – Museo Casteller de Cataluña. 
Se trata de un proyecto ideado hace más de 40 años cuando el vallense Pere Català Roca apuntó la necesidad de su creación. Finalmente, pero, en el 2015 se inician las obras de construcción del edificio situado en el Barrio Antiguo de Valls. El edificio, obra del arquitecto catalán Dani Freixes Melero y su empresa Varis Arquitectes acogerá la museografía diseñada por la empresa del museógrafo y escenógrafo Ignasi Cristià, ganador del concurso público. Así mismo, la empresa Lavinia Spurna Visual se encargará de los audiovisuales del Museo.
Con la apertura de Món Casteller-Museo Casteller de Cataluña se dará inicio a un centro museístico y de experiencias único en el país, dedicado íntegramente y exclusivamente al patrimonio inmaterial de los castells.

## Patrimonio Cultural Inmaterial de la Humanidad
La iniciativa para que los castells fueran reconocidos Patrimonio Inmaterial de la Humanidad por la UNESCO surgió en el 2006 de la mano de Jordi Roigé, editor de la revista Castells.  En abril de 2007, en la primera Nit de Castells convocada en Valls, se hizo la primera proclamación pública de esta aspiración. Pronto, la candidatura consiguió un buen apoyo social por todo el país, que se tradujo, en una declaración solemne de apoyo por parte del Parlamento de Cataluña, con la unanimidad de todos los grupos políticos, en abril de 2008.
La comisión de seguimiento estuvo integrada por la revista Castells, la Generalidad de Cataluña, la Coordinadora de Colles Castelleres y el centro UnescoCat. En julio de 2009 el Estado español aprobó la propuesta y la demanda se formalizó el 28 de agosto de 2009, en la sede de la Unesco en París, con la presentación del Dossier de Candidatura de los Castells.
Finalmente, el 16 de noviembre del 2010 la candidatura fue aprobada por un comité de la UNESCO reunido en Nairobi (Kenia), entrando a formar parte del Patrimonio Cultural Inmaterial de la Humanidad, dentro de un grupo exclusivo de unos 200 elementos de todo el mundo reconocidos por su singularidad.